# Завод мономеру вінілхлориду в Мартурелі

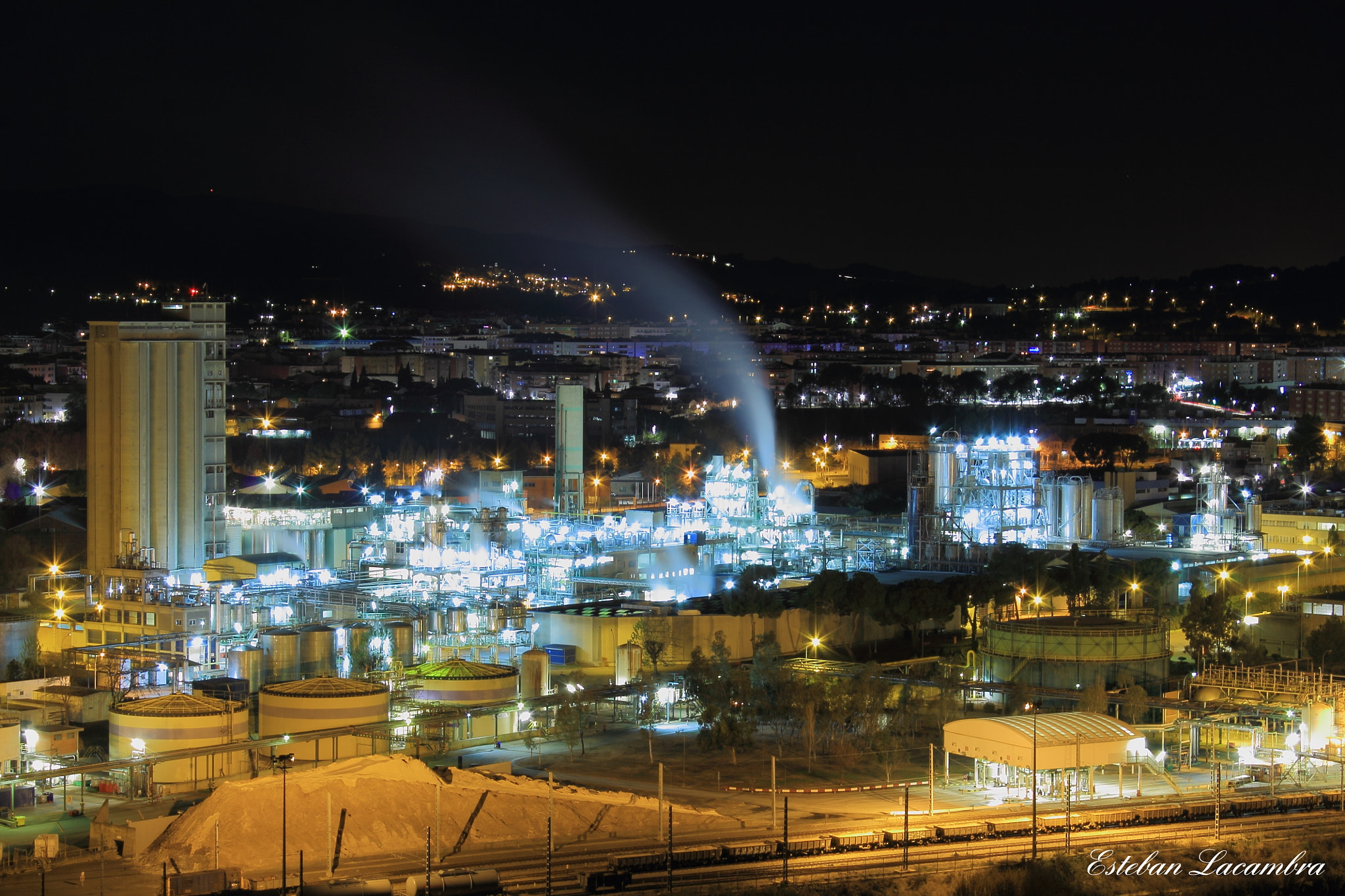
Хімічний комплекс в Мартурелі вночі

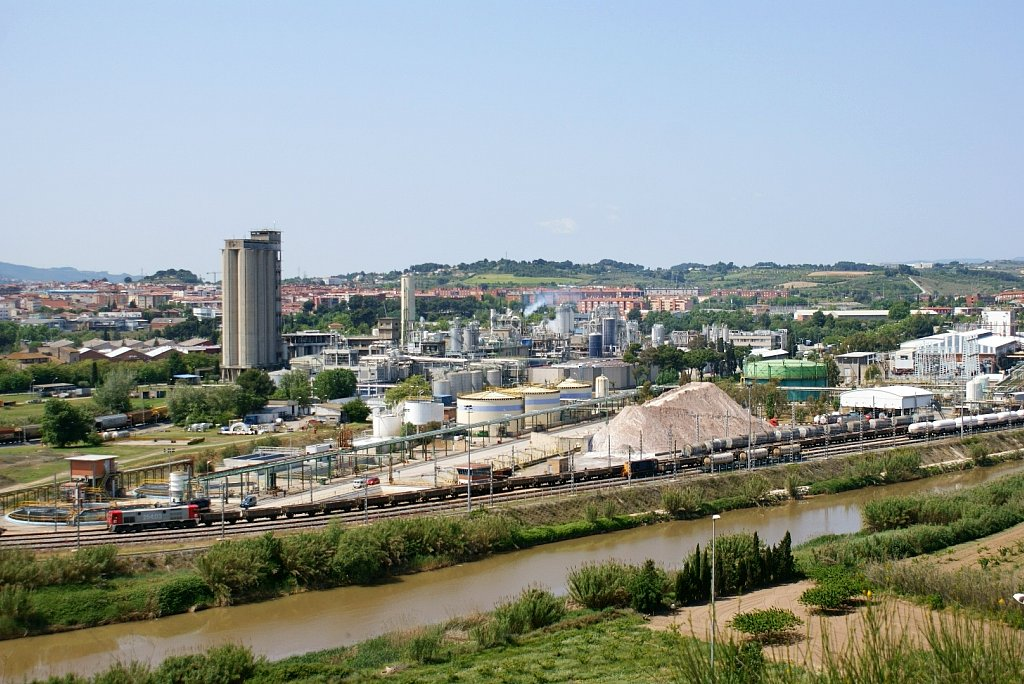
Хімічний комплекс в Мартурелі удень

Завод мономеру вінілхлориду в Мартурелі — виробничий майданчик хімічного спрямування на північному сході Іспанії.
У 1972 році бельгійська компанія Solvay разом з кількома партнерами запустила в Мартурелі комплекс, що продукував мономер вінілхлориду. При цьому в його складі були передбачені майже всі технологічні переділи, як то:
- секція електролізу, що споживала хлорид натрію та продукувала хлор. Сировину постачала копальня Сурія (її Solvay придбала ще в 1920 році), при цьому станом на початок 2010-х майданчик потребував 450 тисяч тонн хлориду натрію на рік. Електролізне виробництво, окрім хлору, дозволяє продукувати каустичну соду та водень, а також такі похідні, як соляна кислота та гіпохлорит натрію;
- виробництво дихлоретану, який отримують реакцією хлору та етилену. Поставки етилену організували по спеціалізованому трубопроводу Таррагона — Мартурель, спорудження якого синхронізували із запуском установки парового крекінгу компанії Repsol, що стала до ладу в 1977-му. Крім того, частину дихлоретану отримують реакцією етилену з хлороводнем, який є побічним продуктом наступного етапу;
- виробництво мономеру вінілхлориду, який отримують шляхом дегідрогалогенування дихлоретану (при цьому утворюється хлороводень).
Мономер постачали на заводи Hispavic Industrial (дочірня структура Solvay) з виробництва полівінілхлориду в Мартурелі (первісно він мав потужність у 140 тисяч тонн на рік) та Торрелавезі (тут зупинили старий завод мономера вінілхлорида, втім, і продукування полівінлхлориду тривало лише до 1983-го).
Станом на кінець 1990-х майданчик в Мартурелі міг випускати 218 тисяч тонн хлору та 240 тисяч тонн каустичної соди на рік. Що стосується вінілхлориду, то потужність заводу по цьому напрямку станом на початок 2000-х досягла 270 тисяч тонн.

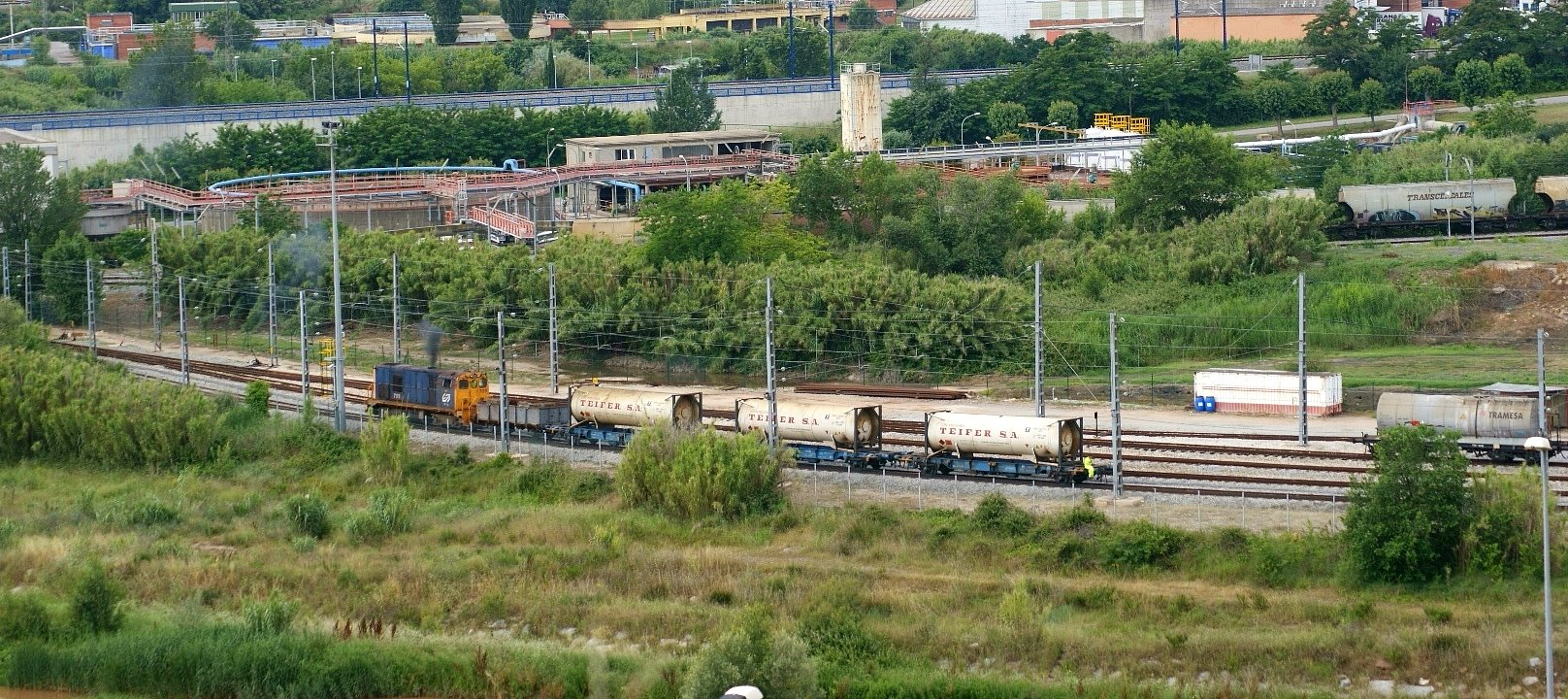
Заводський потяг з трьома вагонами стабілізованого вінілхлориду

В 2015-му Solvay внесла свій завод у Мартурелі в створене на паритетних засадах з британською INEOS спільне підприємство INOVYN. Вже у первісній угоді планувалось, що Solvay вийде з засновників останнього в 2018-му, проте фактично це відбулось швидше і вже в 2016-му INEOS стала одноосібним власником INOVYN.
Зміни у складі власників відбувались на тлі очікування закриття хлорного виробництва у Мартурелі, оскільки воно використовувало екологічно шкідливий ртутний метод, який заборонений правилами Євросоюзу з 2018 року. Розглядали навіть варіант закриття заводу в Мартурелі, проте у підсумку була створена інфраструктура для поставок на нього вже готового дихлоретану, який доправляють морським шляхом до Барселони, а потім перевозять залізницею.
Наразі на сайті компанії потужність мартурельського комплексу визначена як 554 тисячі тонн на рік мономеру вінілхлориду та полівінілхлориду.